# Disturbio de Charleston de 1919
El disturbio de Charleston de 1919 tuvo lugar la noche del sábado 10 de mayo en Charleston (Estados Unidos) entre miembros de la Marina de los Estados Unidos y la población negra local. Atacaron a personas negras, negocios y hogares. Los marines mataron a seis personas e hiriendo a decenas.

## El disturbio
El disturbio de Charleston de 1919 comenzó alrededor de las 10 de la noche del sábado 10 de mayo de 1919 y terminó después de la medianoche. Comenzó cuando cinco marineros blancos sintieron que habían sido engañados por un hombre negro y, al no poder encontrarlo, atacaron a los afroamericanos al azar. Un hombre negro llamado Isaac Doctor les disparó y murió. "En una hora, la noticia de las peleas callejeras y los disparos regresaron al Charleston Naval Yard y los carros llenos de marineros llegaron al distrito negro".
La pelea comenzó en una sala de billar cerca de las calles Beaufain y Charles (más tarde rebautizada como Archdale), pero finalmente se extendió por gran parte de la sección comercial de la calle King desde Queen hasta Columbus. Había más de 1000 marineros, y algunos civiles blancos se unieron. "Dos galerías de tiro en la calle Beaufain fueron allanadas por los marineros, informó la policía, y los rifles de pequeño calibre retirados de las galerías y utilizados por los miembros de la multitud."
Atacaron a personas, negocios y hogares negros. “Durante un tiempo, los alborotadores prácticamente se apoderaron de las calles del centro. Una peluquería de negros en la calle King casi fue destruida y en varios casos los tranvías fueron detenidos tirando de los postes de los tranvías y los negros en los autos fueron golpeados. Un negro fue abatido tras ser secuestrado de un automóvil ".
El almirante Frank Edmund Beatty, "que dirigía el cuartel general del sur de la Marina desde el Charleston Navy Yard", ordenó que se enviaran marines, además de la policía naval (bluejackets). Los infantes de marina, aunque no siempre fueron bien disciplinados, trabajaron en estrecha colaboración con la fuerza policial de la ciudad desde un centro de mando conjunto. Los marines armados llegaron poco después de la medianoche. A las 2:30 de la madrugada, se había restablecido el orden y el disturbio había terminado.
Esta fue la peor violencia en Charleston desde la Guerra de Secesión. Cinco negros murieron y otro murió más tarde. Diecisiete hombres negros, siete marineros blancos y un oficial de policía sufrieron heridas graves; 35 negros y ocho marineros fueron ingresados en hospitales. El comercio había sido saqueado y los negocios y hogares negros sufrieron daños masivos.
La Marina impuso restricciones a los hombres que ingresaban a Charleston y las tropas navales patrullaban las calles. Tres marineros fueron sometidos a una corte marcial; uno fue absuelto y los otros dos fueron condenados a un año de prisión naval, seguido de bajas deshonrosas .
"Cuarenta y nueve hombres, la mayoría de ellos blancos, fueron procesados por cargos de asesinato, disturbios y asalto a agentes de policía". Dos negros y un blanco fueron absueltos de incitar a un motín. Se retiraron los cargos contra el resto: la policía se sintió abrumada esa noche, con poco tiempo de sobra para tomar declaraciones y obtener pruebas. 8 hombres recibieron multas de 50 dólares (el equivalente de 700 dólares en 2021) por portar un arma oculta.

## Secuelas
Uno de los principales periódicos de Charleston, The Evening Post, publicó un editorial el día después de los disturbios en el que se culpaba directamente de los disturbios a los militares que no estaban familiarizados con las costumbres de Charleston. La pieza incluía la siguiente defensa para la ciudad:

Las relaciones entre las razas en Charleston siempre han sido de las más amistosas y es porque ha habido una definición y aceptación tan clara de ellas y el gusto genuino y el sentido de obligación de proteger a la raza más débil que siempre ha tenido la gente blanca.

El estallido fue una ilustración bastante sorprendente de hasta qué punto llegará el prejuicio racial cuando se lo provoque en mentes descontroladas por la comprensión y la experiencia, y ponga en sano contraste la consideración y la bondad que la gente blanca de Charleston siempre ha mostrado hacia la respetable gente de color. en cuyo bienestar han exhibido la más práctica preocupación, y enfatiza peculiarmente la necesidad de preservar esta excelente relación y apego a la línea de conducta que la ha apoyado.

Este levantamiento fue uno de varios incidentes de disturbios civiles que comenzaron en el llamado Verano Rojo de 1919. Este consistió en ataques terroristas contra comunidades negras en más de tres docenas de ciudades y condados. En la mayoría de los casos, las turbas blancas atacaron barrios afroamericanos. En algunos casos, grupos comunitarios negros resistieron los ataques, especialmente en Chicago y Washington D. C. La mayoría de las muertes ocurrieron en áreas rurales durante eventos como los disturbios raciales de Elaine en Arkansas, donde se estima que murieron entre 100 y 240 personas negras y 5 personas blancas. También ocurrieron en 1919 los disturbios raciales de Chicago y Washington D. C. que mataron a 38 y 39 personas respectivamente, y ambos tuvieron muchas más lesiones no mortales y daños extensos a la propiedad que alcanzaron los millones de dólares.